# Зав'яловка
Зав'я́ловка (рос. Завьяловка) — село у складі Бугурусланського району Оренбурзької області, Росія.

## Населення
Населення — 785 осіб (2010; 910 у 2002).
Національний склад (станом на 2002 рік):
- росіяни — 77 %